# Pan Podstoli
Pan Podstoli – powieść Ignacego Krasickiego wydana w trzech częściach: 1778, 1784 i pośmiertnie 1803 (część trzecia nieukończona, część czwarta planowana). Jedna z pierwszych polskich powieści, popularna wśród współczesnych.
Akcja powieści toczy się na prowincjach południowo-wschodnich około roku 1774. Bohater powieści jest tytułowym podstolim, występuje jako wzór szlachcica–ziemianina. Jednym z głównych wątków powieści jest definicja „dobrego gospodarza” i filozofia fizjokratyzmu.